# Europski fondovi
Europski fondovi ili kraće EU fondovi su financijski instrumenti za provedbe politika Europske unije u njenim zemljama članicama. Čini ih novac prikupljen od europskih građana koji se u skladu s pravilima i procedurama dodjeljuje za provedbe projekata koji trebaju doprinijeti ključnim politikama EU.
Jedna od najznačajnijih europskih politika je kohezijska politika koja se financira iz tri glavna fonda: Kohezijskog fonda, Europskog fonda za regionalni razvoj i Europskog socijalnog fonda. Europski fond za regionalni razvoj i Europski socijalni fond nazivaju se strukturnim fondovima. U financijskom razdoblju 2014. – 2020. iz proračuna Europske unije za kohezijsku politiku izdvojeno je 367 milijardi eura. Osim fondova kohezijske politike u ovom razdoblju dostupni su Europski poljoprivredni fond za ruralni razvoj i Europski fond za pomorstvo i ribarstvo.
Svi navedeni fondovi imaju zajednički naziv Europski strukturni i investicijski fondovi.
Voditelj EU projekata je stručna osoba koja obavlja pisanje projekata za financiranje iz fondova Europske unije.

## Vanjske poveznice
- eufondovi.hr
- Europski i strukturni i investicijski fondovi  Arhivirana inačica izvorne stranice od 3. siječnja 2018. (Wayback Machine)
- [neaktivna poveznica]